# Pedunculata
I Pedunculata Lamarck, 1818 sono un ordine di crostacei maxillopodi. Sono crostacei che vivono attaccati a rocce, navi o relitti che galleggiano in mare. Lo stelo o peduncolo è sormontato da un guscio bianco gessoso che ospita il corpo principale. Sono imparentati con granchi e aragoste e si nutrono principalmente di plancton. Inizialmente erano classificati nell'ordine dei Pedunculata, ma a seguito di ulteriori ricerche sono stati inseriti nell'infraclasse dei Thoracica.

## Tassonomia
Secondo Martin e Davis l'ordine viene  così suddiviso:
- Ordine Pedunculata Lamarck, 1818
  - Sottordine Heteralepadomorpha Newman, 1987
    - Anelasmatidae Gruvel, 1905
    - Heteralepadidae Nilsson-Cantell, 1921
    - Koleolepadidae Hiro, 1933
    - Malacolepadidae Hiro, 1937
    - Microlepadidae Zevina, 1980
    - Rhizolepadidae Zevina, 1980

  - Sottordine Iblomorpha Newman, 1987
    - Iblidae Leach, 1825

  - Sottordine Lepadomorpha Pilsbry, 1916
    - Lepadidae Darwin, 1852
    - Oxynaspididae Gruvel, 1905
    - Poecilasmatidae Annandale, 1909

  - Sottordine Scalpellomorpha Newman, 1987
    - Calanticidae Zevina, 1978
    - Lithotryidae Gruvel, 1905
    - Pollicipedidae Leach, 1817
    - Scalpellidae Pilsbry, 1907

## Pesca
In Portogallo e Spagna costituiscono una apprezzata risorsa alimentare, le lepadi (Pollicipes pollicipes, crostacei cirripedi della famiglia Pollicipedidae), nota come percebes. Sono un piatto tipico della Galizia.